# Champagne Jam
Champagne Jam è un album del gruppo musicale statunitense Atlanta Rhythm Section, pubblicato nel 1978.

## Tracce

### Lato A
1. Large Time
2. I'm Not Gonna Let Him Bother Tonight
3. Normal Love
4. Champagne Jam
5. Imaginary lover
6. The Ballade of Lois Malone
7. The Great Escape
8. Evileen

## Formazione
- Buddy Buie - voce
- Barry Bailey - chitarra
- J.R. Cobb - chitarra
- Dean Daughtry - tastiera
- Paul Goddard - basso
- Robert Nix - batteria